# 那覇港
那覇港（なはこう）は、沖縄県那覇市にある港湾。港湾管理者は沖縄県・那覇市・浦添市が設立する特別地方公共団体（一部事務組合）の那覇港管理組合が行っていて、港湾法上の重要港湾に指定されており、中核国際港湾にも指定されている。また、港則法上の特定港でもある。
沖縄県の玄関口として国際コンテナ航路を含む50以上の航路を持ち、40以上の島々の経済活動を支えている港。2001年度（平成13年度）における取扱貨物量は外国貨物が120万トン、内国貨物850万トンで合計970万トンの貨物を扱っている。

## 歴史

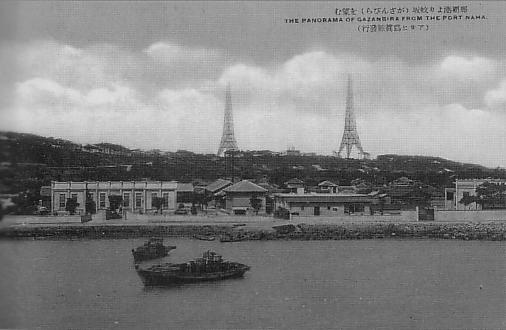
1930年頃の那覇港。

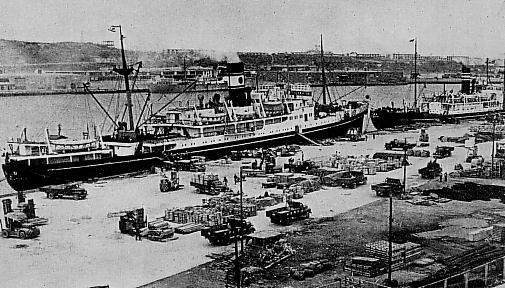
1955年頃の那覇港。

琉球時代の15世紀ごろからアジア諸国の交易がさかんになり、安里川河口の泊港、および国場川河口北岸の那覇港は交易の拠点として発展してきた。近代以降は河口の南岸にも港湾が拡大した。
- 1899年（明治32年）8月4日 - 関税法による開港に指定。
- 1907年（明治40年） - 本格的な湾岸工事を着手。
- 1915年（大正4年） - 1200トン級の船舶3隻が同時に係留可能となる。
- 1941年（昭和16年）頃 - 数回の拡張工事により、4500トン級1隻、2000トン級3隻が同時接岸できるようになった。
- 1944年（昭和19年） - アメリカ軍の空襲（十・十空襲等）により那覇港が使用不能となった。
- 第二次世界大戦後　那覇、泊港はアメリカ軍による大幅な改修工事は行われ、那覇港は20000トン級、泊港は3000トン級の船舶が係留可能となった。
- 1947年（昭和22年）12月16日 - 関税法による開港でなくなる（閉港）。
- 1954年（昭和29年） - 那覇港が当時の琉球政府に、泊港が那覇市に返還されそれぞれ管理運営された。国場川南岸の住吉・垣花地区はこれ以後もアメリカ軍那覇軍港（那覇港湾施設）となっており、住民は不在のままである。
- 1965年（昭和40年）頃 - 沖縄本島の復興が進み、現在の港では対応できなくなってくる。そのため安謝地先に新港の開発計画が進められていった。
- 1969年（昭和44年） - 新港の工事が着工。
- 1971年（昭和46年） - 水深7.5m岸壁3バース、水深6.0m岸壁1バースがそれぞれ完成した。
- 1972年（昭和47年）5月15日 - 関税法による開港に再び指定。那覇港北岸、泊港、新港を那覇市が管理するようになり、3港を一元化し那覇港は重要港湾の指定を受けた。
- 2002年（平成14年） - 那覇港管理組合が設立。港湾管理者が従来の那覇市から沖縄県・那覇市・浦添市出資の一部事務組合に移管された。
- 2006年（平成18年） - フィリピンと地元企業の合弁会社「那覇国際コンテナターミナル（NICTI）」が構造改革特区に基づき新港埠頭公共コンテナターミナルの運営業務を開始した。

## 主な施設と航路
航路詳細は、旅客扱いを行う航路のみ記述となっている。

### 那覇ふ頭

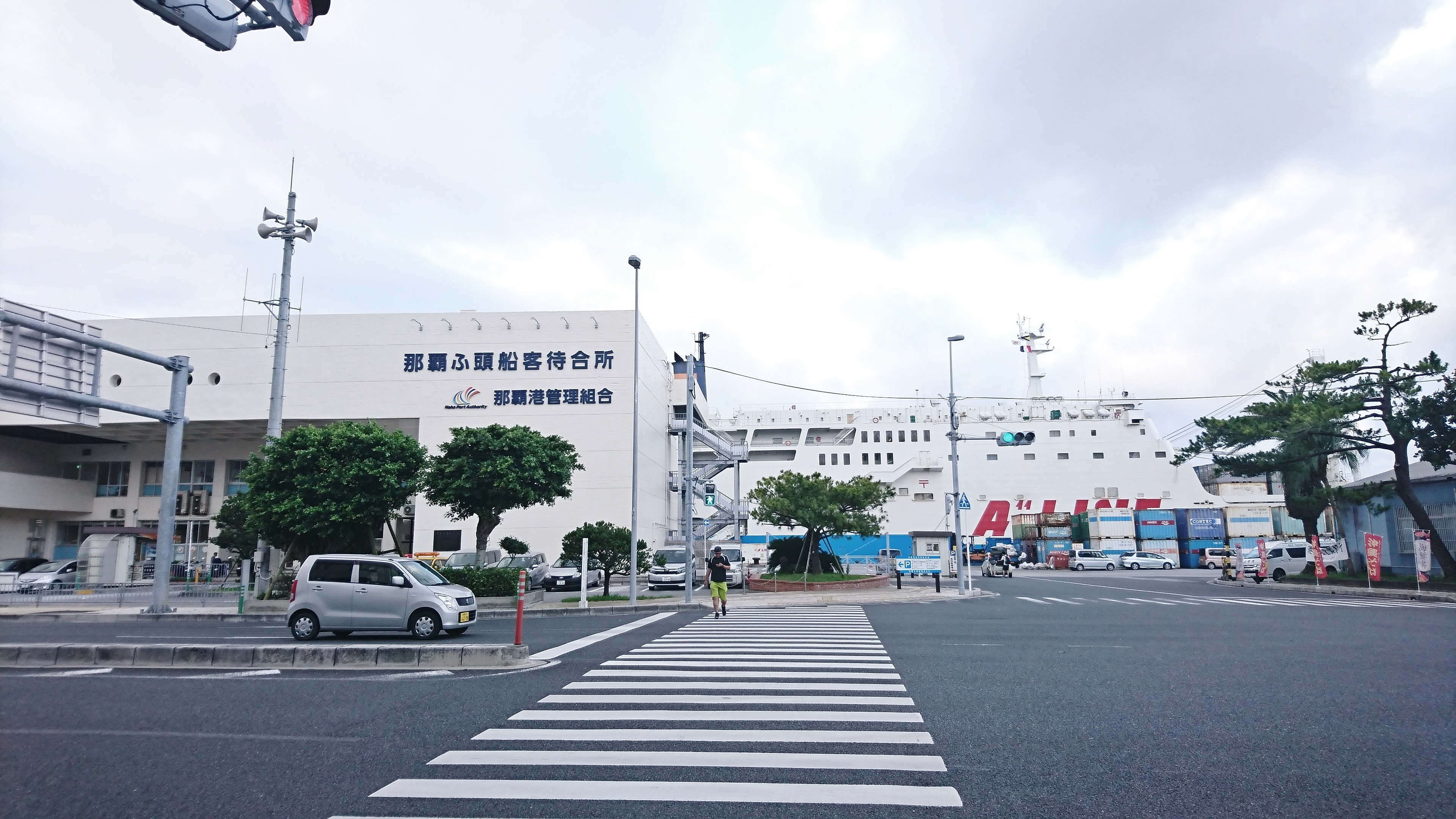
那覇ふ頭旅客待合所（正面口）

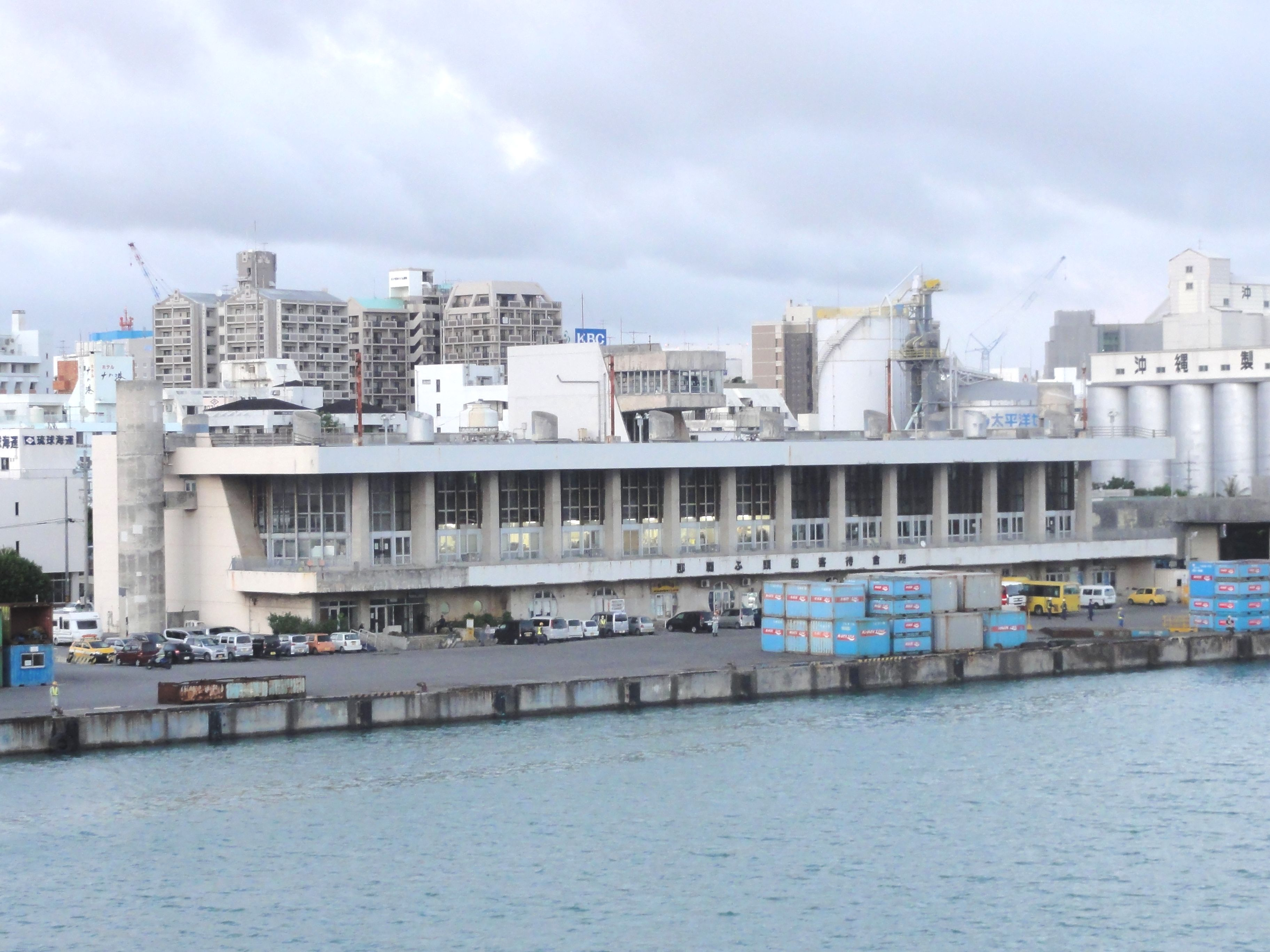
那覇ふ頭旅客待合所。

国場川河口部に位置する（北緯26度12分37.8秒 東経127度40分11.6秒 / 北緯26.210500度 東経127.669889度）。最大水深9m。奄美群島など鹿児島県方面へのフェリー・RO-RO船・レストラン船・遊覧船などが利用している。一帯は2015年（平成27年）3月27日にみなとオアシスに登録していて、那覇クルーズターミナルを代表施設とするみなとオアシスなはとして観光拠点ともなっている。
最寄駅 - 沖縄都市モノレール旭橋駅
最寄バス停 - 那覇港前バス停（那覇バス1番、2番、3番、5番、15番、45番が停車）
- マルエーフェリー、マリックスライン（共同運航）

- 本部港 - 与論港（与論島） - 和泊港（沖永良部島） - 亀徳港（徳之島） - 名瀬港（新港地区） - 鹿児島新港
- モビーディック（レストラン船）
- オルカ号（大型水中観光船）

### 泊ふ頭

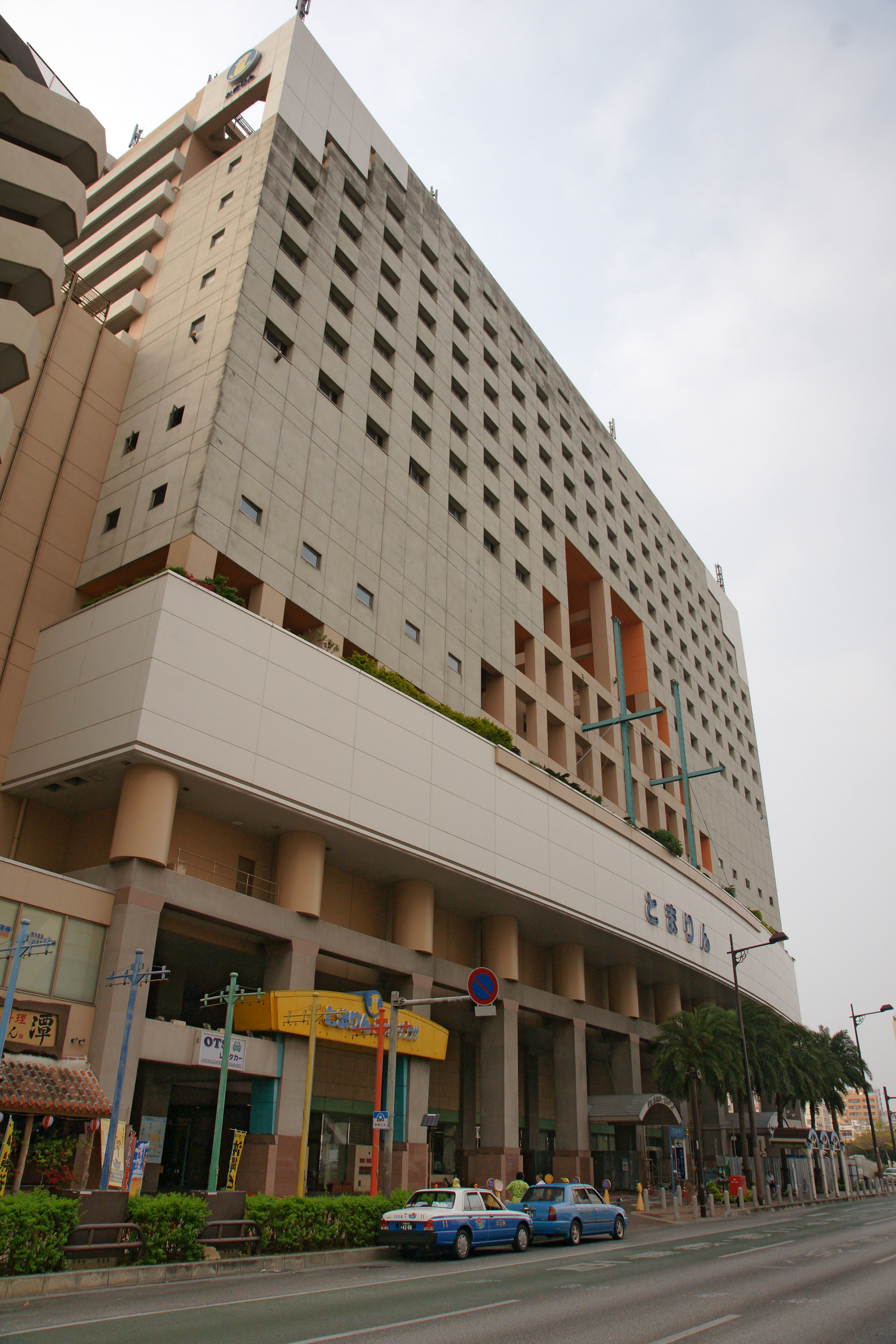
泊ふ頭ターミナルビル「とまりん」。

安里川河口部に位置する（北緯26度13分38.6秒 東経127度40分45.1秒 / 北緯26.227389度 東経127.679194度）。最大水深6m。周辺離島へのフェリー・旅客船および観光船などが利用している。
最寄駅 - 沖縄都市モノレール美栄橋駅
最寄バス停 - 泊高橋バス停（琉球バス交通・沖縄バス・那覇バス・東陽バス・やんばる急行バス・カリー観光の路線が停車）
- 座間味村営（高速船・フェリー）

- 阿嘉港（阿嘉島） - 座間味港（座間味島）
- 渡嘉敷村営（高速船・フェリー）

- 渡嘉敷港（渡嘉敷島）
- 粟国村営（フェリー）

- 粟国港（粟国島）
- 久米商船（フェリー）

- 渡名喜港（渡名喜島） - 兼城港（久米島）
- 大東海運（貨客船）

- 南大東港（南大東島） - 北大東港（北大東島）　※危険物搭載時は新港ふ頭発着
- 第一マリンサービス（高速船・海からぐるっとExpress）

- 名護・名護漁港 - 本部・渡久地港

### 那覇クルーズターミナル(泊ふ頭8号岸壁)
泊ふ頭(泊地区)に含まれるが、実際には少し距離があり、とまりんからの乗船は出来ない。那覇市若狭にある。最大水深9m。主に那覇港に寄港するクルーズ線の運行があり、国際線もある。

### 新港ふ頭

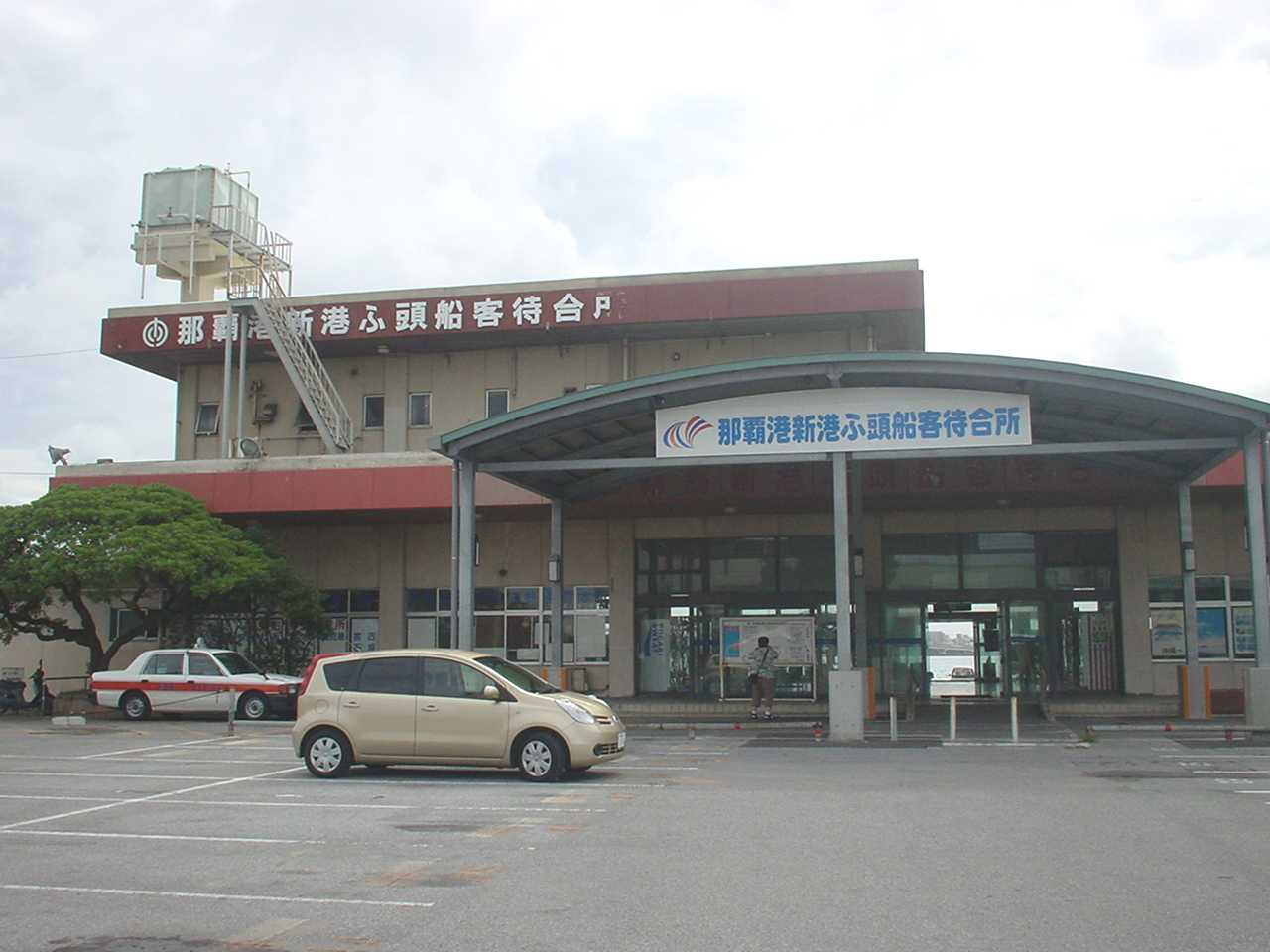
新港ふ頭旅客待合所。（2022年現在定期旅客航路の発着がないため待合所は閉鎖されている）

泊ふ頭の北側に隣接する（北緯26度14分4.3秒 東経127度40分2.6秒 / 北緯26.234528度 東経127.667389度）。最大水深14m　アメリカ等への国際コンテナ船および本土や台湾へのフェリー、RO-RO船
最寄り駅 - 沖縄都市モノレール線の古島駅 - 西へ約2.0km
最寄バス停 - ふ頭入口（同牧志駅より発車の下記那覇バス101番(平和台安謝線)が停車）
- 2022年現在、新港ふ頭を発着する定期旅客航路はない。

#### かつて就航していた航路
- あさひ観光（高速船）

- 本部港 - 伊江港（伊江島）
- 琉球海運（2006年9月18日限りで旅客営業を廃止したが、RO-RO船は引き続き寄港している。）

- 博多港
- 鹿児島港（本港）
- 平良港 → 石垣港 → 那覇港
- 有村産業（沖縄カーフェリー）「クルーズフェリー飛龍、飛龍21」（2008年6月6日限りで運航を休止。）

名古屋港 → 大阪港（南港フェリーターミナル） → 那覇港 → 平良港（宮古島） → 石垣港（石垣島） → 基隆港（台湾） → 那覇港 → 石垣港 → 平良港 → 那覇港 → 名古屋港
※週1便、大阪を日曜日（土曜日深夜）出発
名古屋港 → 大阪港（南港フェリーターミナル） → 那覇港 → 平良港 → 石垣港 → 高雄港（台湾） → 那覇港 → 名古屋港
※週1便、大阪を木曜日（水曜日深夜）出発
- マルエーフェリー「飛龍21」（2014年12月4日限りで休止）

- 名瀬港（新港地区） - 志布志港（外港地区・第一突堤） - 東京港（東京港フェリー埠頭・沖縄奄美航路船客待合所）
- マルエーフェリー「琉球エキスプレス」

- 与論港（与論島） - 和泊港（沖永良部島） - 亀徳港（徳之島） - 名瀬港（新港地区） - 大阪港（南港フェリーターミナル） - 神戸港（六甲船客ターミナル）
※斜字の寄港地には寄港しないことがあった。

### 浦添ふ頭
新港ふ頭の北側に隣接する（北緯26度15分1.4秒 東経127度41分1.8秒 / 北緯26.250389度 東経127.683833度）。最大水深7.5m。本土を結ぶRO-RO船や、４９９型一般貨物船の一部定期船が利用している。
最寄バス停 - 市場北口バス停（那覇バス101番(平和台安謝線)が停車）

### 那覇港駅
1972年5月15日の沖縄返還により、日本国有鉄道（国鉄）と琉球海運の連絡運輸が設定されたことに伴い、発着地の名称として那覇港駅が設けられた。鹿児島 - 那覇間航路（1981年10月に石垣港まで連絡運輸範囲を延伸）における国鉄からの小手荷物連絡を担当し、鹿児島駅で接続する扱いとされ、港内には「那覇港駅 国鉄小手荷物取扱所」という駅名標の掲げられた建物も存在した。「駅」と称するが鉄道駅ではないため、当然ながら鉄道施設は存在しなかった（国鉄の自動車駅等と同様）。
連絡運輸は旅客にも適用されており、琉球海運の旅客航路を介し那覇港から国鉄・JR各駅へ1枚の切符として「那覇港駅発行」という形で乗車券の発行も行われていた。荷物輸送の廃止後も、旅客の連絡運輸については国鉄分割民営化以降も続けられた（この時点で接続駅が西鹿児島駅に変更）が、連絡運輸契約の終了に伴い事実上廃止となっている（遅くとも1997年）。